# Integración de Lebesgue–Stieltjes
En el análisis de la teoría de medidas y otras ramas relacionadas de la matemática, la Integración de Lebesgue–Stieltjes es una generalización de la integral de Riemann-Stieltjes y la integración de Lebesgue, preservando las muchas ventajas de ambas en un marco más general de teoría de medidas.  La integral de Lebesgue-Stieltjes es la integral ordinaria de Lebesgue respecto a una medida conocida como la medida de Lebesgue–Stieltjes, que puede estar asociada a cualquier función de variación finita en la línea real. La medida de Lebesgue-Stieltjes es una medida regular de Borel, y de manera opuesta toda medida regular de Borel en la línea real es de este tipo.
Las integrales de Lebesgue–Stieltjes, nombradas así por Henri Leon Lebesgue y Thomas Joannes Stieltjes, son también conocidas como las integrales de Lebesgue–Radon o simplemente integrales de Radon, debido a Johann Radon, a quien se debe mucha de la teoría. Ellos encontraron aplicaciones en común entre las probabilidades y los procesos estocásticos, y en ciertas ramas del análisis matemático incluyendo la teoría del potencial.

## Definición
La integral de Lebesgue–Stieltjes: {\displaystyle \int _{a}^{b}f(x)\,dg(x)} es definida cuando {\displaystyle f:[a,b]\to \mathbb {R} } es Borel-medible y finita y {\displaystyle g:[a,b]\to \mathbb {R} } es de variación finita en {\displaystyle [a,b]} y continua por la derecha, o cuando {\displaystyle f} es no negativa y {\displaystyle g} es monótona y continua por la derecha. Para empezar, se asume que {\displaystyle f} es no negativa y que {\displaystyle g} es monótona no decreciente y continua por la derecha. Se define {\displaystyle w[(s,t]):=g(t)-g(s)} y {\displaystyle w(\{a\}):=0} (alternativamente, la construcción funciona para {\displaystyle g} continua por la izquierda, {\displaystyle w([s,t)):=w(t)-w(s)} y {\displaystyle w(\{b\}):=0}).
Por el Teorema de Carathéodory, existe una única medida de Borel {\displaystyle \mu _{g}} en {\displaystyle [a,b]} que concuerde con {\displaystyle w} en cada intervalo {\displaystyle I}. La medida {\displaystyle \mu _{g}} surge de una medida exterior (de hecho, una medida exterior métrica) dada por
{\displaystyle \mu _{g}(E)=\inf \left\{\sum _{i}\mu _{g}(I_{i})\right\vert \left.E\subset \bigcup _{i}I_{i}\right\}}
el ínfimo entre todas las coberturas de E por los distintos intervalos semiabiertos. Esta medida es llamada comúnmente como la medida Lebesgue–Stieltjes asociada a g.
La integral de Lebesgue–Stieltjes
{\displaystyle \int _{a}^{b}f(x)\,dg(x)}
puede ser definida como la integral de Lebesgue de ƒ
con respecto a la medida μg en la manera 
usual. Si g es no decreciente, entonces se define
{\displaystyle \int _{a}^{b}f(x)\,dg(x):=-\int _{a}^{b}f(x)\,d(-g)(x),}
siendo la última integral definida por la construcción precedente.
Si g es de variación finita y ƒ es finita, entonces es 
posible plantear
{\displaystyle dg(x)=dg_{1}(x)-dg_{2}(x)}
donde g1(x) := 
Vx
ag es la variación total
deg en el intervalo [a,x], y
g2(x) = g1(x) − g(x).
Tanto g1 como g2 son monótonas no decrecientes. Ahora la integral de Lebesgue–Stieltjes con respecto a g es definida por 
{\displaystyle \int _{a}^{b}f(x)\,dg(x)=\int _{a}^{b}f(x)\,dg_{1}(x)-\int _{a}^{b}f(x)\,dg_{2}(x),}
donde las dos últimas integrales están bien definidas dada la 
construcción precedente.

### Integral de Daniell
Una aproximación alternativa (Hewitt y Stromberg, 1965) es definir 
la integral de 
Lebesgue–Stieltjes como la integral de Daniell que 
extiende la integral usual de Riemann–Stieltjes.  Sea g una función 
no ascendente continua por la derecha en [a,b], y 
I(ƒ) la integral de Riemann–Stieltjes 
{\displaystyle I(f)=\int _{a}^{b}f(x)\,dg(x)}
para toda función continua ƒ.  La operación I 
define una medida de Radon sobre [a,b].  Esta operación puede 
ser extendida a la clase de todas las funciones no negativas definiendo
{\displaystyle {\overline {I}}(h)=\sup\{I(f)|f\in C[a,b],0\leq f\leq h\}}
y
{\displaystyle {\overline {\overline {I}}}(h)=\inf\{I(f)|f\in C[a,b],h\leq f\}.}
Para funciones medibles por Borel, se tiene
{\displaystyle {\overline {I}}(h)={\overline {\overline {I}}}(h),}
y ambos lados de la identidad definen la integral de Lebesgue–Stieltjes
de h. La medida externa μg es definida a 
partir de
{\displaystyle \mu _{g}(A)={\overline {\overline {I}}}(\chi _{A})}
donde χA es la función característica de 
A.
Integradores de variación finita son manejados de igual forma a la 
anterior, descomponiendo en variaciones positivas y negativas.

## Ejemplo
Suponga que {\displaystyle \gamma :[a,b]\to \mathbb {R} ^{2}} es una curva corregible en el plano y 
{\displaystyle \rho :\mathbb {R} ^{2}\to [0,\infty )} es Borel-medible.
Entonces se puede definir la longitud de 
{\displaystyle \gamma } con respecto a la métrica euclidiana 
medida por {\displaystyle \rho } como {\displaystyle \int _{a}^{b}\rho (\gamma (t))\,d\ell (t)}, donde
{\displaystyle \ell (t)} es la longitud de la restricción de 
{\displaystyle \gamma } para 
{\displaystyle [a,t]}.
Esta es comúnmente llamada la {\displaystyle \rho }-medida de 
{\displaystyle \gamma }.
Esta noción es bastante útil para varias aplicaciones: por ejemplo, en
terrenos lodosos la velocidad en que una persona se puede mover depende 
de la profundidad del lodo. Si {\displaystyle \rho (z)} 
denota la inversa de la velocidad en o cerca de 
{\displaystyle z}, entonces la 
{\displaystyle \rho }-longitud de 
{\displaystyle \gamma } 
es el tiempo que tomaría cruzar {\displaystyle \gamma }. El 
concepto de longitud extrema usa esta noción de 
{\displaystyle \rho }-longitud de curvas y es útil en el análisis de 
transformaciones conformes.

## Integración por partes
Una función  {\displaystyle f} se considera "regular" en un punto {\displaystyle a} si existen los límites derecho {\displaystyle f(a+)} e izquierdo 
{\displaystyle f(a-)}, y la función toma el valor promedio, :{\displaystyle f(a)={\frac {1}{2}}\left(f(a-)+f(a+)\right),} en el punto límite. Dada las funciones {\displaystyle U} y {\displaystyle V} de variación finita, si en cada punto {\displaystyle U} o {\displaystyle V} es continua, si ambas {\displaystyle U} y {\displaystyle V} son regulares, entonces existe una fórmula de integración por partes para la integral de Lebesgue–Stieltjes:
{\displaystyle \int _{a}^{b}U\,dV+\int _{a}^{b}V\,dU=U(b+)V(b+)-U(a-)V(a-),} donde {\displaystyle b>a}. Bajo una pequeña generalización de esta fórmula, las condiciones extras en {\displaystyle U} t {\displaystyle V} pueden ser eliminadas.
Un resultado alternativo, de significativa importancia en la teoría del cálculo estocástico es el siguiente: dadas dos funciones
{\displaystyle U} y {\displaystyle V} de variación finita, donde ambas son continuas por la derecha y tienen límite izquierdo (son funciones 'cadlag') entonces
{\displaystyle U(t)V(t)=U(0)V(0)+\int _{(0,t]}U(s-)\,dV(s)+\int _{(0,t]}V(s-)\,dU(s)+\sum _{u\in (0,t]}\Delta U_{u}\Delta V_{u},}
donde{\displaystyle \Delta U_{t}=U(t)-U(t-)}. Este resultado puede ser visto como un precursor del Lema de Itō, y es de uso en la teoría general de integración estocástica. El término final es {\displaystyle \Delta U(t)\Delta V(t)=d[U,V]}, que surge de una covarianza cuadrada de {\displaystyle U} y {\displaystyle V}. (El resultado anterior puede ser visto entonces como un resultado relativo a la integral de Stratonovich.)

## Conceptos relacionados

### Integración de Lebesgue
Cuando g(x) = x para todo número real 
x, entonces
μg es la medida de Lebesgue, y la integral de 
Lebesgue–Stieltjes de f con respecto a g es equivalente a la 
integral de Lebesgue de f.

### Integración de Riemann–Stieltjes y teoría de probabilidades
Cuando f es una función continua con valores reales
de una variable real, y v es una función real no decreciente, la 
integral de Lebesgue–Stieltjes es equivalente a la integral de Riemann-Stieltjes, en cuyo caso usualmente se escribe
{\displaystyle \int _{a}^{b}f(x)\,dv(x)}
para la integral de Lebesgue–Stieltjes, manteniendo implícita la medida 
μv. Esto es particularmente común en la 
teoría de la probabilidad cuando v es la distribución de probabilidad de una variable aleatoria continua X, en cuyo caso 
{\displaystyle \int _{-\infty }^{\infty }f(x)\,dv(x)=\mathrm {E} [f(X)].}
(Ver el artículo integral de Riemann-Stieltjes para mayor información acerca del tratamiento de estos 
detalles.)